# آتیلیو روتا
آتیلیو روتا (ایتالیایی: Attilio Rota؛ زادهٔ ۲۹ آوریل ۱۹۴۵) دوچرخه‌سوار اهل ایتالیا است. وی در مسابقات تور دو فرانس و جیرو دیتالیا شرکت کرده است.